# La figlia del samurai
La figlia del samurai (Die Tochter Der Samurai) è un film del 1937, diretto da Arnold Fanck e Mansaku Itami, noto anche con il titolo Mitsucho la figlia del samurai.